# Incomensurabilidade
Teorias são incomensuráveis se elas são incorporadas em estruturas conceituais diametralmente opostas cujas linguagens não se sobrepõem o suficiente para permitir aos cientistas comparar diretamente as teorias ou citar evidência empírica favorecendo uma teoria sobre a outra.
Por outro lado, comensurabilidade é um conceito, na filosofia da ciência, pelo qual as teorias científicas são comensuráveis se os cientistas podem discuti-las usando uma nomenclatura compartilhada que permite a comparação direta de teorias para determinar qual a teoria é mais válida ou útil. Discutido por Ludwik Fleck  na década de 1930 e popularizado por Thomas Kuhn na década de 1960, o problema da incomensurabilidade resulta em cientistas incapazes de entender uns aos outros, por assim dizer, enquanto a comparação de teorias se torna incompreensível por confusões sobre termos, contextos e consequências.

## Incomensurabilidade metodológica
A incomensurabilidade metodológica é a ideia de que não há padrões objetivos e compartilhados de avaliação da teoria científica, de modo que não existam padrões externos ou neutros que determinem univocamente a avaliação comparativa de teorias concorrentes. Esta ideia foi desenvolvida a partir das rejeições de Kuhn e Feyerabend da visão tradicional de que uma característica distintiva da ciência é um método científico uniforme e invariável, que permanece fixo ao longo de seu desenvolvimento. Feyerabend argumentou, em 1975, que todas as regras metodológicas propostas foram frutificamente violadas em algum momento no decurso do avanço científico, e que, somente ao violar tais regras, os cientistas poderiam ter feito progresso. Ele concluiu que a ideia de um método científico fixo, historicamente invariante, é um mito. Para ele não há regras metodológicas universalmente aplicáveis.
Kuhn desafiou a visão tradicional do método científico como um conjunto de regras, alegando que os padrões de avaliação teórica, como simplicidade, precisão, consistência, alcance e fecundidade, dependem e variam de acordo com o paradigma atualmente dominante. Ele argumentou que não há "algoritmo neutro para a escolha da teoria, nenhum procedimento de decisão sistemático que, aplicado corretamente, deve necessariamente levar cada indivíduo no grupo à mesma decisão". Kuhn desenvolveu a ideia de que tais padrões epistêmicos não funcionam como regras que determinam a escolha da teoria racional, mas como valores que meramente o guiam. Diferentes cientistas aplicam esses valores de forma diferente, e eles podem mesmo puxar direções diferentes, de modo que possa haver desacordo racional entre cientistas de paradigmas incomensuráveis, que apoiam diferentes teorias devido à sua pesagem dos mesmos valores de maneira diferente.